# تورتيلا تريغونيلا
تورتيليا تريغونيلا (الاسم العلمي: Tortilia trigonella) هي نوع من العثة في عائلة Stathmopodidae. تم العثور عليها في المغرب جنوب غرب مراكش، وفي الأطلس الكبير بالقرب من الجندفة، وفي الأطلس المتوسط بالقرب من أزرو.
يبلغ طول جناحيها حوالي 9 مم. تم تسجيل البالغين في يونيو.